# Euglossa crininota
Euglossa crininota är en biart som beskrevs av Dressler 1978. Euglossa crininota ingår i släktet Euglossa, tribus orkidébin, och familjen långtungebin. Inga underarter finns listade.